# マケドニア戦線
マケドニア戦線（マケドニアせんせん、Macedonian front）は、1915年10月にドイツの攻撃に対してセルビアを支援する連合国によって形成された第一次世界大戦の戦域である。

## 解説
連合国軍とブルガリア軍が交戦し、ブルガリア軍は他の中央同盟国から支援を受けたが1918年9月の連合軍の攻勢によりブルガリアが降伏した。